# Kagoshima
Kagoshima (鹿児島市, Kagoshima-shi) est une ville sur l'île de Kyūshū, au Japon.

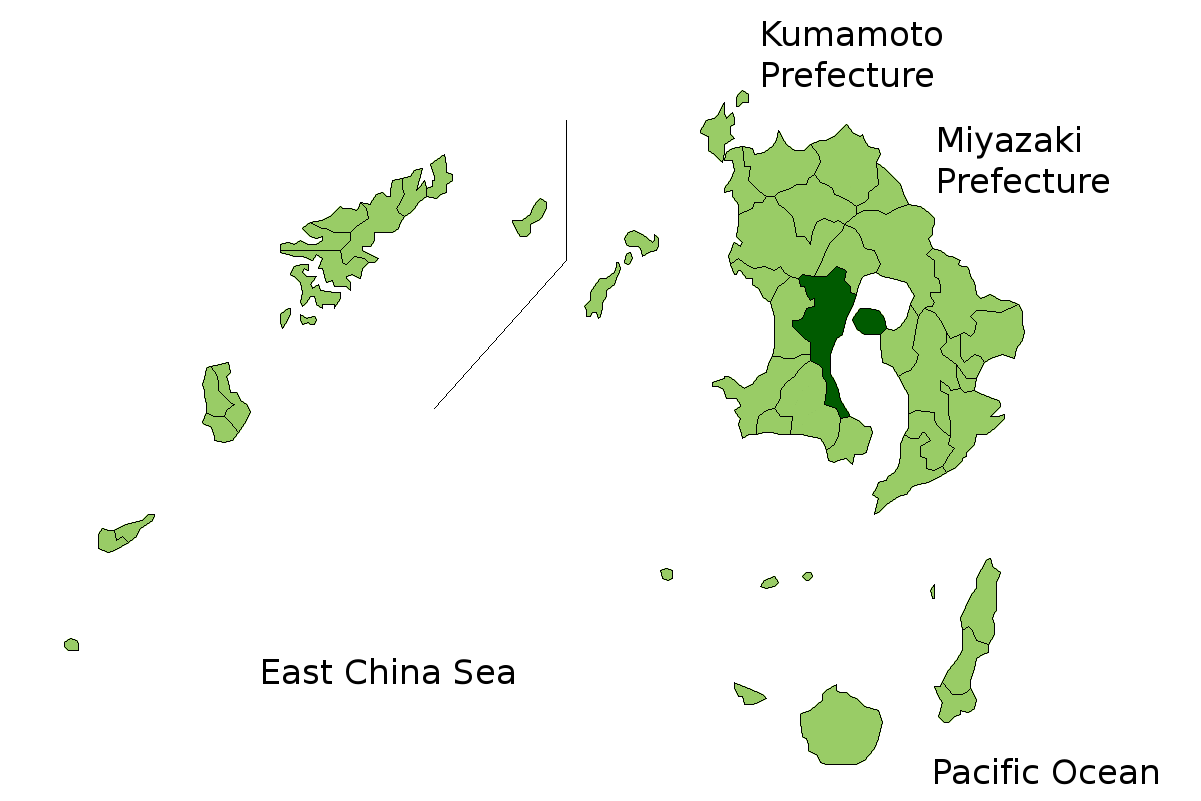

Surnommée « la Naples de l'Orient », du fait de sa localisation en baie de Kagoshima (la caldeira d'Aira) et de sa proximité avec le volcan Sakurajima, elle est la capitale de la préfecture de Kagoshima.

## Géographie

### Situation
La ville de Kagoshima est située sur l'île de Kyūshū, dans la préfecture de Kagoshima, à environ 965 km, à vol d'oiseau, au sud-ouest de Tokyo, capitale du Japon. Au bord de la baie de Kagoshima, étendue sur une superficie de 547,55 km2, la capitale préfectorale est formée d'une large bande de terre le long de la côte est de la péninsule de Satsuma et de la presqu'île de Sakurajima, excroissance volcanique du nord-ouest de la péninsule d'Ōsumi.

### Municipalités limitrophes
| Hioki         | Satsumasendai, Aira | baie de Kagoshima |
| Minamisatsuma | Kagoshima           | Tarumizu          |
| Minamikyūshū  | Ibusuki             | baie de Kagoshima |

### Démographie
Lors du recensement de 2015, la ville de Kagoshima rassemblait une population de 599 814 habitants, répartis sur une superficie de 547,55 km2 (densité de population : 1 095 hab./km2). Elle était de 586 496 habitants au 1er janvier 2024.

### Climat
| Mois                                             | jan.      | fév.      | mars      | avril     | mai       | juin      | jui.      | août      | sep.      | oct.      | nov.      | déc.      | année     |
| ------------------------------------------------ | --------- | --------- | --------- | --------- | --------- | --------- | --------- | --------- | --------- | --------- | --------- | --------- | --------- |
| Température minimale moyenne (°C)                | 4,9       | 5,8       | 8,7       | 12,9      | 17,3      | 21,3      | 25,3      | 26        | 23,2      | 18        | 12,2      | 6,9       | 15,2      |
| Température moyenne (°C)                         | 8,7       | 9,9       | 12,8      | 17,1      | 21        | 24        | 28,1      | 28,8      | 26,3      | 21,6      | 16,2      | 10,9      | 18,8      |
| Température maximale moyenne (°C)                | 13,1      | 14,6      | 17,5      | 21,8      | 25,5      | 27,5      | 31,9      | 32,7      | 30,2      | 25,8      | 20,6      | 15,3      | 23,1      |
| Record de froid (°C) date du record              | −5,7 1927 | −6,7 1923 | −3,9 1933 | −1 1916   | 3,9 1935  | 9 1939    | 15,9 1903 | 16,5 1968 | 9,3 1965  | 2,6 1970  | −1,5 1924 | −5,5 1893 | −6,7 1923 |
| Record de chaleur (°C) date du record            | 23,9 1950 | 24,1 1930 | 27,6 2009 | 30,2 2004 | 31,7 2015 | 34,5 1985 | 36,6 2007 | 37,4 2016 | 35,7 2009 | 32,4 2016 | 29,5 2003 | 24,7 1992 | 37,4 2016 |
| Ensoleillement (h)                               | 132,6     | 139,3     | 163,2     | 175,6     | 178,2     | 109,3     | 185,5     | 206,9     | 176,4     | 184       | 157,7     | 143,2     | 1 942,1   |
| Précipitations (mm)                              | 78,3      | 112,7     | 161       | 194,9     | 205,2     | 570       | 365,1     | 224,3     | 222,9     | 104,6     | 102,5     | 93,2      | 2 434,7   |
| dont neige (cm)                                  | 1         | 0         | 0         | 0         | 0         | 0         | 0         | 0         | 0         | 0         | 0         | 1         | 2         |
| Nombre de jours avec précipitations              | 8,5       | 9,1       | 11,9      | 9,9       | 9,4       | 15,7      | 11,6      | 10,9      | 10,2      | 7,1       | 8,1       | 8,1       | 120,6     |
| dont nombre de jours avec précipitations ≥ 10 mm | 2,7       | 3,8       | 5,7       | 5,4       | 5,2       | 10,7      | 6,9       | 5,5       | 5,2       | 3,1       | 3,4       | 3         | 60,7      |
| Humidité relative (%)                            | 66        | 65        | 66        | 68        | 71        | 78        | 76        | 74        | 72        | 67        | 68        | 67        | 70        |
| Nombre de jours avec neige                       | 0,3       | 0,1       | 0         | 0         | 0         | 0         | 0         | 0         | 0         | 0         | 0         | 0,1       | 0,5       |

| Diagramme climatique                                  |              |            |               |               |             |               |             |               |             |               |             |
| J                                                     | F            | M          | A             | M             | J           | J             | A           | S             | O           | N             | D           |
| 13,14,978,3                                           | 14,65,8112,7 | 17,58,7161 | 21,812,9194,9 | 25,517,3205,2 | 27,521,3570 | 31,925,3365,1 | 32,726224,3 | 30,223,2222,9 | 25,818104,6 | 20,612,2102,5 | 15,36,993,2 |
| Moyennes : • Temp. maxi et mini °C • Précipitation mm |              |            |               |               |             |               |             |               |             |               |             |

## Histoire
Kagoshima fut la capitale du clan Shimazu.
- 15 août 1549 : débarquement à Kagoshima de saint François Xavier et début de la brève évangélisation du Sud du Japon.
- 1636 : Guillaume Courtet, un prêtre dominicain français, pénètre au Japon en toute clandestinité, malgré l'interdiction du christianisme dans le pays. Il est capturé, torturé et tué à Kagoshima le 29 septembre 1637.
- 1863 : la Royal Navy bombarde la ville pour punir le daimyo de Satsuma du meurtre de Charles Lennox Richardson lors de l'incident de Namamugi (生麦事件, Namamugi Jiken?).
- 1er avril 1889 : Kagoshima obtient le statut de ville et se dote d'une municipalité.
- Dans la nuit du 17 juin 1945, 120 B-29 larguent 809,6 tonnes de bombes incendiaires et de bombes à sous-munition sur ce port important. Seul un B-29 est abattu. Cette nuit-là, 44 % de la ville est détruite.

## Culture locale et patrimoine
C'est à Kagoshima qu'est apparue au XVIIe siècle la céramique japonaise de style Ryumonji, fondé à partir du savoir-faire de potiers coréens, sous la supervision de la famille Shimazu.
- Musée de la restauration de Meiji

## Économie
- Centre de constructions navales, industrie métallurgique.
- Centre spatial.

## Éducation
La ville héberge une université nationale du Japon, l'université de Kagoshima, ainsi que l'université pour femmes Kagoshima Immaculate Heart University (en).

## Personnalités liées à la municipalité
- Saigō Takamori (西郷 隆盛, 1828 - 1877), samouraï ayant mené différentes révoltes dans le cadre de la Restauration de Meiji (statue à Tokyo, Kagoshima, etc.)
- Tōgō Heihachirō (東郷 平八郎, 1848 – 1934), amiral ayant conduit la Marine impériale japonaise à des succès majeurs
- Komatsu Kiyokado
- Ayami Sato
- Ookubo Toshimitsu
- Miyawaki Sakura, une célèbre idole japonaise

## Jumelages
La ville de Kagoshima est jumelée avec les municipalités étrangères suivantes :
- Naples (Italie) depuis le 3 mai 1960 ;
- Perth (Australie) depuis le 23 avril 1974 ;
- Miami (États-Unis) depuis le 1er novembre 1990.

La ville a aussi établit une relation d'amitié avec la ville chinoise de Changsha, depuis le 30 octobre 1982, et, depuis le 25 novembre 2019, un partenariat avec la ville française de Strasbourg.

## Symboles municipaux
L'arbre qui symbolise la ville de Kagoshima est le camphrier ; sa fleur symbole est la fleur de laurier rose.

## Transports

### Route
la ville de Kagoshima est desservie par les routes nationales 3, 10, 58, 224, 225, 226 et 328.

### Aéroport
L'aéroport de Kagoshima a pour code AITA KOJ.

### Rail
La ville possède un réseau de tramway, qui comporte deux lignes, exploité par le Bureau des Transports de la ville de Kagoshima.
La ligne Shinkansen Kyūshū dessert la ville à la gare de Kagoshima-Chūō.